# Snygg naken
Snygg naken är ett livsstilsprogram på Kanal 5 där en stylist hjälper människor som har komplex för sina kroppar att känna sig trygga och starka som de är.